# Barrio Orellana
El Barrio Orellana es un barrio ubicado en el centro de Guayaquil, Ecuador y uno de los más antiguos de la ciudad, contando con más de 65 años de antigüedad.

## Historia
Originalmente fue un conjunto habitacional dirigido a profesionales y desarrollado por la Caja de Pensiones, actual Instituto Ecuatoriano de Seguridad Social.
En 2011, el barrio fue declarado Patrimonio Cultural del país por el Ministerio de Cultura de Ecuador junto a otros sectores del centro de Guayaquil, por poseer edificaciones que datan de 1911 a 1978.

## Actualidad
Hoy en día, el Barrio Orellana es un sector comercial muy transitado. En sus inmediaciones se hallan centros médicos, financieras, hoteles, importadoras, edificios para alquiler de oficinas, dependencias ministeriales, bancos e instituciones educativas.